# Chemikalien Seetransport
Die Chemikalien Seetransport GmbH (CST) ist ein Schifffahrtsunternehmen aus Hamburg.

## Geschichte
Das Unternehmen ging aus dem 1958 von Karl-Heinz Krämer gegründeten Ingenieurbüro Marine Service GmbH hervor, welches unter anderem Chemikalientanker mit Edelstahltanks entworfen hatte. 1969 gründete Karl-Heinz Krämer dann die Chemikalien Seetransport und begann eine Flotte von kleineren Tankschiffen aufzubauen. 1982 wurde Peter Krämer Geschäftsführer. Christian Krämer trat 2013 in den Betrieb ein und übernahm 2017 nach dem Tod seines Vaters die Führung der Reederei. 2018 wurde die Bremer Tankreederei Rigel Schiffahrt übernommen.

## Struktur und Flotte
CST betreibt eine Flotte von 31 Schiffen, die sich aus Produkten-, Chemikalien- und Gastankern zusammensetzt, die überwiegend in Pools betrieben werden. Darüber hinaus werden Massengutschiffe bereedert. Nach eigenen Angaben beschäftigt das Unternehmen über 1000 Mitarbeiter auf See sowie 30 weitere in den verschiedenen Landbetrieben.